# Cale Makar
Cale Douglas Makar (ur. 30 października 1998 w Calgary, Alberta, Kanada) – kanadyjski hokeista, reprezentant Kanady.

## Kariera klubowa
- University of Massachusetts (2017-2019)
- Colorado Avalanche (2019-

## Kariera reprezentacyjna
- Reprezentant Kanady na MŚJ U-20 w 2018

## Sukcesy
Reprezentacyjne
- Złoty medal z reprezentacją Kanady na MŚJ U-20 w 2018

Klubowe
- Puchar Stanleya: 2022 z Colorado Avalanche

Indywidualne
- NHL (2021/2022):
  - Conn Smythe Trophy[1]